# کارول رید
سر کارول رید (به انگلیسی: Sir Carol Reed) (زاده ۳۰ دسامبر ۱۹۰۶ – درگذشته ۲۵ آوریل ۱۹۷۶) کارگردان انگلیسی بود. او بیشتر به خاطر کارگردانی فیلم‌های مرد سوم، مرد ناجور و بت سقوط‌کرده شناخته شده‌است. کارول رید در سال ۱۹۴۹ برای فیلم مرد سوم برنده جایزه نخل طلای جشنواره فیلم کن شد. همچنین او جایزه اسکار بهترین کارگردان را در سال ۱۹۶۸ برای فیلم اولیور! به‌دست‌آورد.

## زندگی و حرفه
کارول رید در سال ۱۹۰۶ در پاتنی لندن زاده شد. او از سال ۱۹۲۳ فعالیت هنری‌اش را با بازیگری و سپس تهیه‌کنندگی تئاتر آغاز کرد. رید در سال ۱۹۳۲ به ایلینگ رفت و نخستین فیلم خود را در سال ۱۹۳۵ کارگردانی کرد. او در طول جنگ جهانی دوم (۱۹۴۳) یک فیلم مستند برای ارتش بریتانیا ساخت. این کارگردان از میانه دهه ۶۰ ساخت فیلم در ایالات متحده را آغاز کرد. مهم‌ترین جوایز سینمایی کارول رید، شامل نخل طلای جشنواره فیلم کن در سال ۱۹۴۹ برای فیلم مرد سوم و جایزه اسکار بهترین کارگردان در سال ۱۹۶۸ برای فیلم اولیور! هستند.

## گزیده فیلم‌شناسی
- در پاریس اتفاق افتاد (۱۹۳۵)
- صحبت شیطان (۱۹۳۶)
- دوست خانم شما کیست؟ (۱۹۳۷)
- تعطیلات رسمی (۱۹۳۸)
- دختری باید زندگی کند (۱۹۳۹)
- قطار شبانه به مونیخ (۱۹۴۰)
- دختر اخبار (۱۹۴۰)
- نامه‌ای از وطن (۱۹۴۱)
- آقای پیت جوان (۱۹۴۲)
- قرعه جدید (۱۹۴۳)
- راه پیش (۱۹۴۴)
- پیروزی واقعی (۱۹۴۵)
- مرد ناجور (۱۹۴۷)
- بت سقوط‌کرده (۱۹۴۸)
- مرد سوم (۱۹۴۹)
- مطرود جزایر (۱۹۵۲)
- مردی در وسط (۱۹۵۳)
- کودکی به دو پشیز (۱۹۵۵)
- بندباز (۱۹۵۶)
- کلید (۱۹۵۸)
- مأمور ما در هاوانا (۱۹۵۹)
- مرد فراری (۱۹۶۳)
- رنج و سرمستی (۱۹۶۵)
- الیور! (۱۹۶۸)
- آخرین جنگجو (۱۹۷۰)
- رابطه لطیف (دنبالم بیا!، ۱۹۷۲)[۱]